# Colonia Antorcha Campesina, Hidalgo
Colonia Antorcha Campesina är en ort i Mexiko.   Den ligger i kommunen Hidalgo och delstaten Michoacán de Ocampo, i den södra delen av landet, 150 km väster om huvudstaden Mexico City. Colonia Antorcha Campesina ligger 2 060 meter över havet och antalet invånare är 1 761.
Terrängen runt Colonia Antorcha Campesina är varierad. Runt Colonia Antorcha Campesina är det ganska tätbefolkat, med 93 invånare per kvadratkilometer. Närmaste större samhälle är Ciudad Hidalgo, 3,5 km väster om Colonia Antorcha Campesina. I omgivningarna runt Colonia Antorcha Campesina växer huvudsakligen savannskog.